# Saperda mutica
Saperda mutica är en skalbaggsart som beskrevs av Thomas Say 1824. Saperda mutica ingår i släktet Saperda och familjen långhorningar. Inga underarter finns listade i Catalogue of Life.